# Sternidius subfascianus
Sternidius subfascianus là một loài bọ cánh cứng trong họ Cerambycidae.